# Список злаковых Казахстана
Список злаковых Казахстана согласно книге М. С. Байтенова «Флора Казахстана» (в двух томах — 1999, 2001).
Семейство Злаковые — Роасеае BARNHART. Семейство злаков является одним из наиболее крупных в растительном мире и насчитывает около 700 родов и около 8000 видов, распространённых по всему земному шару. В Казахстане 101 род и 482 вида.

## Род 1.Рис—OryzaLinnaeus
Род насчитывает около 20 видов, распространённых в тропических и субтропических поясах Земли, особенно в Южной и Юго-Восточной Азии. В Казахстане в течение последних тысячелетий
- Oryza sativa L. культивируется в качестве пищевого растения.

## Род 2.Леерсия—LeersiaО. Swartz
В роде около 20 видов, распространённых в обоих полушариях Земли. В Казахстане 1 вид:
- голарктический Leersia oryzoides (L.) Sw.

## Род 3.Коротконожка—BrachypodiumPalisot de Beau vois
Род охватывает около 20 видов, распространённых в субтропических и умеренных областях Земли. В Казахстане 2 вида. Более примитивный палеарктический Brachypodium sylvaticum (Huds.) Beauv., формировался в начале неогена в широколиственных тропических третичных лесах. П. Н. Крылов (1891), изучавший липовый остров Кузнецкого Алатау, считает его плиоценовым реликтом.

## Род 4.Пырейник—ElymusLinnaeus
Род насчитывает свыше 100 видов, распространённых во внетропических областях обоих полушарий. В Казахстане 25 видов, из них 2 эндемика:
- Elymus glaucissimus (М. Pop.) Tzvel. (Заилийский Алатау) и
- Elymus arcuatus (Colosk.) Tzvel. (Кунгей Алатау).

## Род 5.Пырей—ElytrigiaA. Desvaux
Род содержит около 50 видов, распространённых в субтропических и умеренных поясах обоих полушарий. В Казахстане 11 видов с 1 эндемиком:
- Elytrigia kasteki (М. Pop.) Tzvel. (Заилийский Алатау).

## Род 6.Мортук—Eremopyrum(Ledebour) Jaubert et Spach
В роде 8 видов, распространённых в восточной части Древнего Средиземноморья. В Казахстане 4 вида, сформировавшихся в плиоцене.

## Род 7.Житняк—AgropyronJ. Gaertner
Род охватывает более 30 видов, преимущественно встречающихся в Древнем Средиземноморье. В Казахстане И видов.

## Род 8.Гетерантелиум—HeterantheliumC. F. Hochstetter ex Jaubert et Spach
Монотипный род с Кавказо-ирано-туранским распространением. В Казахстане Heteranthelium piliferum (Banks et Soland.) Hochst, встречается в Западном Тянь-Шане.

## Род 9.Эгилопс—AegilopsLinnaeus
Род насчитывает около 20 видов, преимущественно с древнесредиземноморским распространением. В Казахстане 5 видов. Среди казахстанских видов, вероятно, наиболее ранним является Aegilops cilindrica Host, формировавшийся в ксерических условиях раннего плиоцена.

## Род 10.Пшеница—TriticumLinnaeus
Около 25 видов культивируемых растений, распространённых почти во всех внетропических поясах Земли.

## Род 11.Рожь—SecaleLinnaeus
В роде 6 видов, распространённых в странах Древнего Средиземноморья В Казахстане 2 вида:
- дикий — Secale sylvestre Host и
- широко культивируемый Secale cereale L.

## Род 12.Колосняк—LeymusC. F. Hochstetter
Род охватывает около 60 видов, преимущественно встречающихся во внетропических поясах Северного полушария. В Казахстане 16 видов с 5 эндемиками.

## Род 13.Ломкоколосник—PsathyrostachysNevski
В роде 10 видов, встречающихся в степных и полупустынных районах Азии. В Казахстане 3 вида. Наиболее примитивным в роде является
центрально-палеарктический Psathyrostachys juncea (Fisch.) Nevski, формировавшийся в ксерических условиях середины неогена.

## Род 14.Ячмень—HordeumLinnaeus
Род насчитывает более 30 видов, распространённых в умереннотёплых и субтропических зонах обоих полушарий. В Казахстане 13 видов. Ряд видов является широко культивируемыми пищевыми и кормовыми растениями.

## Род 15.Лентоостник—TaeniatherumNevski
Древнесредиземноморский род с 3 видами. В Казахстане 2 вида, формировавшихся в плиоцене.

## Род 16.Хенрардия—HenrardiaC.E. Hubbard
В роде 2 вида, распространённых в Западной и Средней Азии. В Казахстане 1 вид:
- Henrardia persica (Boiss.) C. E. Hubbard (Тянь-Шань).

## Род 17.Бромопсис—BromopsisFourreau
Род насчитывает около 50 видов, распространённых во внетропических областях, преимущественно в Северном полушарии. В Казахстане 5 видов.
Одним из примитивных видов рода, по-видимому, является западно-палеарктический Bromopsis benekenii (Lange) Holub, формировавшийся в
травянистых ценозах широколиственных тургайских лесов в начале неогена. По П. Н. Крылову (1891) и Ю. Д. Клеопову (1941),
Bromopsis benekenii — плиоценовый реликт.

## Род 18.Неравноцветник—AnisanthaC. Koch
Род насчитывает около 10 видов, преимущественно распространённых в Древнем Средиземноморье. В Казахстане 3 вида.

## Род 19.Костер—BromusLinnaeus
Род насчитывает около 25 видов, в основном встречающихся в странах Древнего Средиземноморья. В Казахстане 12 видов, формировавшихся в конце плиоцена и в четвертичном периоде. Ископаемые остатки известны с плейстоцена Северной Америки
(Lamotte, 1952).

## Род 20.Невскиелла—NevskiellaV. Kreczetovicz et Vvedenskyi
Монотипный род.
В Казахстане — Nevskiella gracillima (Bunge) V. Krecz. et Vved. (повсеместно).
Молодой четвертичный вид.

## Род 21.Буассьера—BoissieraС. F. Hochstetter ex Steudel
Монотипный род с южным Древнесредиземноморским ареалом.
В Казахстане Boissiera squarrosa (Banks et Soland.) Nevski произрастает на подгорных равнинах Западного Тянь-Шаня. Формирование вида проходило в конце плиоцена.

## Род 22.Литледалея—LittledaleaW. Hemsley
В Казахстане 1 вид: Littledalea alaica (Korsh.) V. Petrov ex Nevski, произрастающий в Чу-Илийских горах.

## Род 23.Овес—AvenaLinnaeus
Около 25 видов рода распространены в странах Древнего Средиземноморья. В Казахстане 8 видов, культурных и сорных.

## Род 24.Овсец—HelictotrichonBesser ex J. A. Schuhes et J. H. Schultes
Род содержит около 60 видов, распространённых во внетропических областях обоих полушарий и в высокогорьях азиатских и африканских тропиков. В Казахстане 7 видов, одним из примитивных казахстанских видов является Helictotrichon pubesceris (Huds.) Pilg.
По И. И. Спрыгину (1941), третичный реликт Поволжья.

## Род 25.Райграс—ArrhenatherumPalisot de Beauvois
В роде около 10 видов, распространённых преимущественно в странах Средиземноморья. В Казахстане 1 вид:
- Arrhenatherum elatius (L.) J. et С. Presi, (интродуцирован).

## Род 26.Трищетинник—TrisetumC. Persoon
Род насчитывает около 50 видов, встречающихся во внетропических зонах обоих полушарий. В Казахстане 6 видов. Среди казахстанских видов наиболее примитивен голарктический Trisetum sibiricum Rupr., формировавшийся в середине неогена.

## Род 27.Трищетинница—TrisetariaForsskal
В роде 10—15 видов, распространённых в Древнем Средиземноморье. В Казахстане 2 вида.

## Род 28.Клювочешуйница—RostrariaTrinius
Род охватывает около 15 видов, распространённых в странах Древнего Средиземноморья. В Казахстане 2 вида.
Более 50 видов рода встречаются во внетропических зонах обоих полушарий, несколько видов — в высокогорьях тропических стран. В Казахстане 7 видов с 1 эндемиком

## Род 29.Тонконог—KoeleriaC. Persoon
Род охватывает около 150 видов, встречающихся во внетропических зонах Северного полушария. В Казахстане 13 видов.
- Koeleria transiliensis Reverd. ex Camajun. (Заилийский Алтау).

Одним из примитивных видов рода является голарктический Koeleria cristata (L.) Pers., формировавшийся в лугово-лесных ценозах Палеарктики с последующей иррадиацией в Северную Америку.

## Род 30.Луговик—DeschampsiaPalisot de Beau vois
Род охватывает около 40 видов, распространённых во внетропических зонах обоих полушарий. В Казахстане 3 вида.
Одним из архаичных видов рода является Deschampsia cespitosa (L.) Beauv., голарктический вид лугово-лесных ценозов, формировавшийся в начале неогена.

## Род 31.Бор—MiliumLinnaeus
В роде около 10 видов, распространённых во внетропических зонах Северного полушария. В Казахстане 2 вида.
Одним из архаичных в роде является палеарктический Milium effusum L., в середине неогена участвовавший в лугово-лесных ценозах умеренных широт Палеарктики.

## Род 32.Вейник—CalamagrostisAdanson
Род охватывает около 180 видов, встречающихся в основном во внетропических зонах обоих полушарий. В Казахстане 19 видов.
Calamagrostis epigeios (L.) Roth, формировавшийся в начале неогена в травянистых ценозах широколиственных лесов тургайской флоры, позже лёг в основу становления многих близкородственных видов.

## Род 33.Метлица—АрегаAdanson
Палеарктический род с 5 видами. В Казахстане 2 вида.
Одним из анцестральных видов рода является палеарктический полиморфный вид Арега stolonifera L., возникший, вероятно, в начале неогена.

## Род 35.Многобородник—PolypogonDesfontaines
Около 25 видов рода, распространённых в тропических и субтропических областях Земли. В Казахстане 4 вида.

## Род 36.Зубровка—HierochloeR. Brown
Род охватывает около 30 видов, широко распространённых во внетропических областях Земли. В Казахстане 4 вида.
Наиболее широко распространён голарктический Hierochloe odorata (L.) Beauv формировавшийся в середине неогена.

## Род 37.Душистый колосок—AnthoxanthumLinnaeus
Около 30 видов рода распространены преимущественно во внетропических областях обоих полушарий. В Казахстане 2 вида.

## Род 38.Двукисточник—PhalaroidesN. М. Wolf
Род с 3 видами, имеющими голарктический ареал. В Казахстане 1 вид:
- Phalaroides arundinacea (L.) Rausch, (повсеместно)

## Род 39.Канареечник—PhalarisLinnaeus
Род с голарктическим ареалом, охватывает около 30 видов. В Казахстане 2 вида.
Ископаемые остатки рода известны с олигоцена Северной Америки (Lamotte, 1952).

## Род 40.Бекманния—BeckmanniaHost
В роде 4 вида, распространённых преимущественно в умеренных широтах Северного полушария. В Казахстане 2 вида.
Наиболее архаичным является Beckmannia eruciformis (L.) Host, формирование которого проходило, по-видимому, в середине неогена.

## Род 41.Тимофеевка—PhleumLinnaeus
Более 20 видов рода распространены во внетропических областях Земли, но преимущественно — в странах Средиземноморья.
В Казахстане 5 видов.

## Род 42.Лимнас—LimnasTrinius
В роде 2 вида, встречающиеся в Сибири. В Казахстане 1 эндемичный вид: Limnas veresczaginii  Kryl. et Schischk. (xp. Нарын на Алтае).

## Род 43.Лисохвост—AlopecurusLinnaeus
Род содержит около 60 видов, распространённых во внетропических областях обоих полушарий.
В Казахстане 7 видов.

## Род 44.Тростянка—ScolochloaLink
Монотипный голарктический род.
В Казахстане 1 вид: Scolochloa festucacea (Willd.) Link, встречающийся в Северном и Центральном Казахстане.

## Род 45.Овсяница—FestucaLinnaeus
Довольно крупный род, насчитывающий около 300 видов, встречающихся в холодных, умеренных и субтропических зонах Земли.
В Казахстане 28 видов с 3 эндемиками Festuca schischkinii Krivot. (xp. Каратау); Festuca goloskokovii E. Alexeev (Джунгарский Алатау); Festuca saurica E. Alexeev (xp. Cayp).
H. H. Цвелев (1972) становление первичных овсяниц приурочивает к началу неогена. По мнению Ю. Д. Клеопова (1941), Festuca altissima ALL (=Festuca sylvatica) — плиоценовый реликт европейско-алтайских регионов.
Палеоботанические данные известны с плейстоцена Северной Америки (Lamotte, 1952).

## Род 46.Плевел—LoliumLinnaeus
Род содержит около 10 видов, распространённых преимущественно
в странах Средиземнорья с последующей иррадиацией в другие районы Евразии.
В Казахстане 5 видов.

## Род 47.Вульпия—VulpiaC. C. Gmelin
Род насчитывает 25 видов, преимущественно встречающихся в странах
Средиземноморья и отчасти в Америке и Африке.
В Казахстане 3 вида.

## Род 48.Белоусник—NardurusReichenbach
В роде 2 вида, распространённых в Древнем Средиземье.
В Казахстане 1 вид: Nardurus krausei (Regel) V. Krecz. et Bobr. (Зап. Тянь-Шань).

## Род 49.Плевелок—LoliolumV. Kreczetovicz et Bobrov
Монотипный род, встречающийся в Западной и Средней Азии.
В Казахстане Loliolum subulatum (Banks et Soland.) Eig — на Западном Тянь-Шане.

## Род 50.Жесткомятлик—ScleropoaGrisebach
Род с 3 видами, распространёнными в странах Средиземноморья, Западной и Средней Азии.
В Казахстане 1 вид: Scleropoa rigida (L.) Griseb. (Зап. Тянь-Шань).

## Род 51.Булавоножка—SphenopusTrinius
Род с 2 видами, распространёнными в странах Средиземноморья, Западной и Средней Азии.
В Казахстане 1 вид: Sphenopus divaricatus (Gouan) Reichenb. (хр. Каратау).

## Род 52.Мятлик—РоаLinnaeus
Крупный род, охватывающий более 300 видов, распространенных
во внетропических областях земного шара.
В Казахстане 36 видов, из них 3 эндемика: Роа aksuensis (Tzvel.) Czer. (Таласский и Киргизский Алатау); Роа koksuensis Golosk. (Джунгарский Алатау); Роа korshunensis Golosk. (Северный Тянь-Шань).

## Род 53.Пустынномятлик—EremopoaRoshevicz
В роде около 5 видов, распространённых в Западной Азии и Ирано -Туранской области. В Казахстане 3 вида.

## Род 54.Катаброзочка—Catabrosella(Tzvelev) Tzvelev
Около 10 видов, в основном распространённых в горах Кавказа и Ирано-Туранской области. В Казахстане 2 вида.

## Род 55.Катаброза—CatabrosaPalisot de Beauvois
Род с голарктическим ареалом, насчитывает 2—3 вида. В Казахстане 2 вида.
Род 56. Параколподиум — Paracolpodium (Tzvelev) Tzvelev
В роде 3 вида, распространённых на Кавказе, в горных системах Средней Азии и Сибири. В Казахстане 2 вида.

## Род 57.Коллодиум—ColpodiumTrinius
В роде 2 вида, встречающихся в Западной и Средней Азии. В Казахстане 1 вид: Colpodium versicolor (Stev.) Schmalh. (Зап. Тянь-Шань).
Род 58. Бескильница — Puccinellia Parlatore
Род охватывает около 150 видов, распространённых во внетропических областях Земли. В Казахстане 17 видов с 1 эндемиком: Puccinellia macropus V. Krecz. (Прибалхашье). Один из древних родов злаков, формировавшихся в начале неогена в прибрежных зонах водоёмов, на галечниках, солонцеватых лугах, солончаках.

## Род 59.Жёсткоколосница—SclerochloaPalisot de Beauvois
В роде 3 вида, распространённых в странах Древнего Средиземноморья. В Казахстане 1 вид: Sclerochloa dura (L.) Beauv. встречается в подгорных зонах Тянь-Шаня.

## Род 60.Ежа—DactylisLinnaeus
Род с западно-палеарктическим ареалом, насчитывает 10—12 видов. В Казахстане 3 вида.

## Род 61.Цинна—CinnaLinnaeus
В роде 3 вида, распространённых в умеренных широтах Северного полушария. В Казахстане 1 вид: Cinna latifolia (Т rev.) Criseb. (Алтай).

## Род 62.Арктагростис—ArctagrostisGrisebach
В роде 3 вида, встречающихся в холодных и умеренных широтах Азии и Северной Америки. В Казахстане 1 вид: Arctagrostis latifolia (R. Br.) Criseb. (Алтай).

## Род 63.Чешуехвостник—PholiurusTrinius
Монотипный род с древнесредиземноморским ареалом. В Казахстане Pholiurus pannonicus (Host) Trin. произрастает в западных областях.

## Род 64.Ежовница—EchinariaDesfontaines
Монотипный род с древнесредиземноморским ареалом. В Казахстане Echinaria capitata (L.) Desf. встречается на Западном Тянь-Шане.

## Род 65.Манник—GlyceriaR. Brown
Род насчитывает около, 50 видов, распространённых в субтропических и умеренных зонах Земли. В Казахстане 2 вида: Glyceria striata (Lam.) Hitchc. (Алтай) и Glyceria notata Chevall. (Тянь-Шань; Алтай). Древний род, формировавшийся в начале неогена.

## Род 66.Перловник—MelicaLinnaeus
Свыше 80 видов рода, распространённых в субтропических и умеренных зонах обоих полушарий. В Казахстане 8 видов.

## Род 67.Молиния—MoliniaF. Schrank
В роде 3 вида, встречающихся в Западной Палеарктике и на Дальнем Востоке.
В Казахстане 1 вид: Molinia caerulea (L.) Moench, распространённый в западных областях.

## Род 68.Чий—AchnatherumPalisot de Beauvois
Род насчитывает около 20 видов с голарктическим ареалом.
В Казахстане 3 вида. Древний род с формированием видов в палеогене.

## Род 69.Птилагростис—PtilagrostisGrisebach
Около 10 видов рода встречаются в районах внетропической Азии.
В Казахстане 3 вида.

## Род 70.Ковыль—StipaLinnaeus
Довольно крупный род, охватывающий более 300 видов, распространённых во всех частях света.
В Казахстане род представлен 37 видами, из них 4 эндемичны:
Stipa kungeica Golosk. (Кунгей Алатау), Stipa iljini Roshev. (Вост. мелкосопочник), Stipa pseudocapillata Roshev. (хр. Тарбагатай), Stipa heptapotamica Golosk. (Джунгарский Алатау).
В историческом развитии род довольно древний. Ископаемые остатки известны в олигоценовых и миоценовых отложениях Северной Америки (Lamotte, 1952). По H.Н. Цвелеву (1975), предки долгое время эволюционировали в относительных высокогорьях и были мезофильными растениями, позже спустились в низкогорья и на равнины.

## Род 71.Рисовидка—PiptatherumPalisot de Beauvois
Голарктический род, насчитывающий около 50 видов. В Казахстане 9 видов.
Неогеновый род, среди казахстанских видов наиболее архаичен Piptatherum latifolium (Roshev.) Nevski.

## Род 72.Арундо—ArundoLinnaeus
В роде 3 вида, разбросанных в странах Европы, Азии и Африки.
В Казахстане 1 вид: Arundo donax L., евро-азиатский. Род очень древний, возможно, уходящий своими корнями в верхний мел, так как палеоботанические остатки известны с палеоцена и эоцена Северной Америки (Lamotte, 1952), из олигоцена Бухтармы (Алтай) (Криштофович, 1957), из Ашутаса (Зайсанская котловина) (Криштофович и др., 1956).

## Род 73.Тростник—PhragmitesAdanson
Из 5 видов рода 1 почти космополит, 2 вида встречаются в странах Азии, Африки и Австралии и по 1 виду — в Восточной Азии и Аргентине (Цвелев, 1976).
В Казахстане 1 вид Phragmites australis (Cav.) Trin. ex Steud. (повсеместно).
Древний род, известен с палеогена Северной Америки, Европы и Азии, неогеновых отложений Кунгей Алатау (Корнилова, 1965).

## Род 74.Дантония—DanthoniaA. P. de Candolle
В роде около 100 видов, распространённых в умеренно-тёплых и субтропических зонах Земли.
В Казахстане 1 вид: Danthonia alpina Vest (Алтай).

## Род 75.Схизмус—SchismusPalisot de Beauvois
В роде 5 видов, встречающихся в Евразии и Африке.
В Казахстане 1 вид: Schismus arabicus Nees.

## Род 76.Триостенница—AristidaLinnaeus
Род охватывает около 250 видов, распространённых в тропических и субтропических странах Земли.
В Казахстане 1 вид: Aristida heymannii Regel.
Палеоботанические остатки известны с плейстоцена Северной Америки (Lamotte, 1952). Огромное количество видов с широким ареалом позволяет судить о древности рода, формировавшегося уже в начале неогена.

## Род 77.Селин—StipagrostisC. Nees
Род охватывает около 50 видов, встречающихся в пустынях Африки и Азии.
В Казахстане 5 видов.

## Род 78.Прибрежница—AeluropusTriniu
Древнесредиземноморский род, насчитывающий 5 видов.
В Казахстане 3 вида.

## Род 79.Девятиостник—EnneapogonA. Desvaux ex Palisot de Beauvois
Род насчитывает около 40 видов, преимущественно встречающихся в тропических и субтропических зонах Земли.
В Казахстане 2 вида.

## Род 80.Змеевка—CleistogenesY. L. Keng
В роде около 15 видов, распространённых на юге Европы и в умеренных широтах Азии.
В Казахстане 3 вида. По предположению М. В. Клокова (1963), С. malotica Klok. et Zoz. мог существовать в миоцене.

## Род 81.Полевичка—EragrostisN. М. Wolf
Род охватывает примерно 350 видов, распространённых в тропических, субтропических и умеренных широтах Земли.
В Казахстане 7 видов.

## Род 82.Элевсина—EleusineJ. Gaertner
Род насчитывает около 10 видов, встречающихся в тропических и субтропических широтах обоих полушарий.
В Казахстане 1 вид: Eleusine indica (L.) Gaertn.

## Род 83.Хлорис—ChlorisО. Swartz
Род насчитывает около 45 видов, распространённых в тропических и субтропических и отчасти в умеренных широтах обоих полушарий.
В Казахстане 1 вид: Chloris virgata Sw. (Сев. Тянь-Шань).

## Род 84.Свинорой—CynodonL. Richard
В роде около 10 видов, встречающихся в тропических и субтропических и отчасти в умеренно-тёплых широтах обоих полушарий.
В Казахстане 1 вид: Cynodon dactylon (L.) Pers. (повсеместно).

## Род 85.Скрытница—CrypsisW. Aiton
В роде около 15 видов, распространённых в Западной Палеарктике.
В Казахстане 5 видов.

## Род 86.Козлец—TragusA. Haller
В роде 10 видов, встречающихся преимущественно в тропических и субтропических областях земного шара.
В Казахстане 1 вид: Tragus racemosus (L.) A ll. ("Западный Казахстан).

## Род 87.Просо—PanicumLinnaeus
Крупный род, охватывающий более 500 видов, распространённых в тропических и субтропических областях и частично — в умеренно-тёплых.
В Казахстане 2 вида: Panicum ruderale (Kitag.) Tzvel. и Panicum miliaceum L. (повсеместно).

## Род 88.Ежовник—EchinochloaPalisot de Beauvois
Род охватывает около 20 видов, распространённых преимущественно в тропических, субтропических и частично в умеренно-тёплых областях земного шара.
В Казахстане 3 вида: Echinochloa crusgalli (L.) Beauv., Echinochloa oryzoides (Ard.) Fritsch. и Echinochloa phyllopogon (Stapf) Kossenko (повсеместно).

## Род 89.Ветвянка—Brachiaria(Trinius) Grisebach
В роде около 70 видов, распространённых преимущественно в Африке и Южной Азии.
В Казахстане 1 вид: Brachiaria eruciformis (Smith) Griseb. (Зап. Тянь-Шань).

## Род 90.Шерстняк—EriochloaK. Kunt
В роде около 10 видов, распространённых в тропических и субтропических областях земного шара.
В Казахстане 1 вид: Eriochloa succincta (Trin.) Kunth (низовья реки Сырдарьи).

## Род 91.Гречка—PaspalumLinnaeus
Крупный род, насчитывающий до 400 видов, распространённых в тропических и субтропических областях земного шара.

## Род 92.Росичка—DigitariaA. Haller
В роде около 350 видов, встречающихся преимущественно в тропических и субтропических областях и частично — в умеренно-тёплых.
В Казахстане 2 вида: Digitaria ischaemum (Schreb.) Muehl. и Digitaria sanguinalis (L.) Scop, (повсеместно).

## Род 93.Щетинник—SetariaPalisot de Beauvois
Род насчитывает около 125 видов, распространённых преимущественно в тропических и субтропических областях Земли.
В Казахстане 3 вида.

## Род 94.Перистощетинник—PennisetumL. Richard
В роде около 150 видов, распространённых в тропиках и субтропиках обоих полушарий, но особенно — в Африке и Южной Америке.
В Казахстане 1 вид: Pennisetum flaccidum Criseb. (Зап. Тянь-Шань).

## Род 95.Шерстоцвет—ErianthusMichaux
В роде около 45 видов, распространённых преимущественно в тропиках и субтропиках Азии и Америки.
В Казахстане 1 вид: Erianthus ravennae (L.) Beauv. (Зап. Тянь-Шань).

## Род 96.Сахарный тростник—SaccharumLinnaeus
В роде примерно 10 видов, встречающихся в тропиках и субтропиках Евразии и Африки.
В Казахстане 1 вид: Saccharum spontaneum L. (долина р. Сырдарьи).

## Род 97.Императа—ImperataCirillo
В роде около 10 видов, приуроченных к тропикам и субтропикам обоих полушарий.
В Казахстане 1 вид: Imperata cylindrica (L.) Beauv. (Приаралье).
Род насчитывает около 70 видов, преимущественно встречающихся в тропиках и субтропиках обоих полушарий.
В Казахстане 5 видов.

## Род 98.Сорго—SorghumMoench
Сорго — один из древнейших родов сем. Роасеае, уходящий корнями к началу мела. По Л. К. Иваниковичу (1991), ≪на земном шаре имеется несколько очагов видового разнообразия сорго: Африка, Индия, Китай. Однако дикорастущие виды с числом хромосом 2п = 20 встречаются только в Африке… что свидетельствует о возникновении сорго и введении его в культуру впервые на этой территории≫. По автору, время возникновения предков сорго — первая половина мела.

## Род 99.Бородач—BothriochloaО. Kuntze
Род насчитывает около 25 видов, распространённых в тропиках и субтропиках обоих полушарий.
В Казахстане 2 вида: Bothriochloa caucasica (Trin.) С. E. Hubb. (Зап. Тянь-Шань) и Bothriochloa ischaemum (L.) Keng (повсеместно).

## Род 100.Артраксон—ArthraxonPalisot de Beauvois
В роде около 30 видов, распространённых в тропиках и субтропиках Евразии и Африки.
В Казахстане 2 вида: Arthraxon langsdorffii (Т rin.) Roshev. и Arthraxon centrasiaticus (Criseb.) Camajun. (Тянь-Шань).

## Род 101.Кукуруза—ZeaLinnaeus
Монотипный род, культивируемый от умеренных областей до тропиков обоих полушарий.
В Казахстане Zea mays L. культивируется преимущественно в южных областях.